# Aplocera bellinchenensis
Aplocera bellinchenensis là một loài bướm đêm trong họ Geometridae.